# Rémy (Passo di Calais)
Rémy è un comune francese di 378 abitanti situato nel dipartimento del Passo di Calais nella regione dell'Alta Francia.

## Geografia fisica
Il territorio comunale è bagnato dalle acque del fiume Sensée.

## Storia

### Simboli
Lo stemma comunale riprende il blasone della famiglia d'Aix, che entrò in possesso della signoria di Rémy in seguito al matrimonio di Antoinette Prévost de Wailly, erede del dominio, con Louis-François-Vaast d'Aix. Il loro figlio, Lamoral-Eugène-François d'Aix (1733–1794), sindaco di Arras, nominato barone di Rémy nel 1784, fu l'ultimo signore del luogo e il castello è rimasto proprietà dei suoi discendenti.

### Onorificenze
- Croix de guerre 1914-1918

## Società

### Evoluzione demografica
Abitanti censiti